# Shulgi
Shulgi også kaldt Dungi (2094-2047 f.Kr.) var en konge i det gamle Mesopotamien og havde hovedstad i byen Ur.
100 år efter kong Sargons død blev hans rige overtaget af et folk kaldet gutierne. I mellemtiden kunne gutierne ikke holde sammen på riget, og det blev derfor absorberet af befolkningen i Mesopotamien.
Den gamle by Ur tog nu igen ledelsen.
Den største konge i dette dynasti var Shulgi, også kendt som Dungi. I Ur havde han noget, der lignede en regering med statsminister og finansminister, og i andre byer placerede han guvernører. Han anerkendte alle guderne og tilbad og byggede templer for dem. I templerne var der et stort skatkammer med korn, kvæg og metaller, som var betalt ind i skat. Templerne blev en slags skattekontorer. Hver eneste ind- og udbetaling blev omhyggeligt bogført, og der blev skrevet kvitteringer og anvisninger, alt sammen på lertavler. Der behøvedes et stort personale, som for det meste var præster. Derfor var der skoler og universiteter knyttet til templerne. De udlånte også penge til folk. Normalt var lånene behæftet med renter, men der var også rentefri lån til lånsøgere, som behøvede hjælp for at undgå at blive solgt som slaver på grund af gæld.
Kong Shulgi oprettede et kurerpostvæsen og også et landevejspoliti, som sikrede færdsel og handel. Og sidst men ikke mindst lod han skrive en fælles lov for hele sit rige. Kun mindre dele af Shulgis lovbog er kendt i dag.
Sumernes land var altid udsat for farer, og Shulgis rige blev truet på livet. En by ved navn Mari var vokset op, og da kongen af Ur var optaget af en krig mod Elam, faldt Mari-kongen over Sumer og Akkad, og riget blev delt mellem Elam og Mari.
Efter en opløsningstid lykkedes det en konge i Babylon at overtage det meste af Mesopotamien og grundlægge et stort rige, der var større end Sargons imperium (ca. 1800 fvt).